# فيك برادفورد
فيك برادفورد (بالإنجليزية: Vic Bradford)‏ هو ضابط أمريكي، ولد في 5 مارس 1915 في براونزفيل في الولايات المتحدة، وتوفي في 10 يونيو 1994 في باريس في الولايات المتحدة.

## وصلات خارجية
- فيك برادفورد على موقع دوري كرة القاعدة الرئيسي (الإنجليزية)
- فيك برادفورد على موقعبيزبول رفرنس.كوم (الدوري الرئيسي) (الإنجليزية)